# Eugénie Buffet
Eugénie Buffet (Tlemcen, 26 novembre 1866 – Parigi, 11 marzo 1934) è stata una cantante francese.

## Biografia
Eugénie Buffet era nata in Algeria ed era figlia di una sarta e di  un soldato. Quando aveva solo 6 mesi, suo padre morì in un ospedale militare ad Orano. All'età di 17 anni  iniziò a recitare. Lottò nei suoi primi anni contro la povertà. Si trasferì a Marsiglia e lavorò nei caffè-concerto fino al 1886, quando incontrò il conte Guillaume d'Oilliamson. Il ricco conte francese la  portò con sé a Parigi e presto lei  divenne  una celebrità nazionale. Si esibì in teatri famosi come il Théâtre de la Gaîté a Montparnasse, il Théâtre de la Gaîté a Rochechouart e a Les Ambassadeurs. Cantò anche in luoghi meno convenzionali quali le strade dei quartieri più poveri di Parigi e anche nelle miniere di carbone, al fine di raccogliere fondi per i poveri e senzatetto. Dal 1902-1903 gestì un cabaret a Montmartre chiamato "Cabaret de la Purée" e il Folies Pigalle.
Si esibì per i soldati durante la prima guerra mondiale, si esibì al Palazzo Reale di Bruxelles e nei primi anni 1920 portò le sue canzoni in tournée negli Stati Uniti, Marocco e Antille.
Affetta da malattia fin dalla fine del 1920, morì a Parigi nel 1934. 
Venne sepolta presso il Cimitero di Montrouge.

## Qualche successo
- À Saint-Lazare
- La Paimpolaise
- La Sérénade du pavé (parole e musica di Jean Varney, edizioni Ondet, 1892)
- Les Housards de la Garde
- Ma chanson
- Rosalie
- Déclaration
- La Voix de Maman
- Les Mères d'à présent

## Filmografia
Attrice
- 1925 : La Joueuse d'orgue di Charles Burguet
- 1927 : Napoleone d'Abel Gance : Letizia Bonaparte

## Canzoni
- 1931 : La cagna di Jean Renoir, La Sérénade du pavé

Nel 1955, Édith Piaf interpreta il ruolo di Eugénie Buffet in French Cancan di Jean Renoir.

## Libri
- Ma vie, mes amours, mes aventures, confidences recueillies par Maurice Hamel, E. Figuière, Paris, 1930